# Torneio Semana da Asa
O Torneio Semana da Asa é organizado anualmente pela Associação Atlética Acadêmica do ITA com o apoio da Direção do Comando-Geral de Tecnologia Aeroespacial (CTA) e da própria Administração do Instituto Tecnológico de Aeronáutica (ITA), e faz parte das comemorações da Semana da Asa, data importante em nosso calendário.

## Modalidades
As seguintes modalidades são tradicionalmente disputadas: atletismo, basquete, beisebol, corrida rústica, futebol de campo, futsal, handebol, judô, natação, tênis, tênis de mesa, voleibol, vôlei de areia, xadrez, polo aquático e truco.

## Faculdades Participantes
Faculdades tradicionalmente participantes: ITA, IME, UERJ e UFABC.

Faculdades que ocasionlamente participam: CEFET-RJ, EEL, FEI, FIL, UFPR, UNIFEI, UNILINS, UNIVAP e Vianna Jr.

## Edições
| Edição                    | Ano  | Local               | 1º Lugar Geral |
| ------------------------- | ---- | ------------------- | -------------- |
| I Torneio Semana da Asa   | 1999 | São José dos Campos | FEI            |
| II Torneio Semana da Asa  | 2000 | São José dos Campos | FEI            |
| III Torneio Semana da Asa | 2001 | São José dos Campos | FEI            |
| V Torneio Semana da Asa   | 2003 | São José dos Campos | FEI            |
| VI Torneio Semana da Asa  | 2004 | São José dos Campos | ITA            |
| VII Torneio Semana da Asa | 2005 | São José dos Campos | CEFET/RJ       |
| IX Torneio Semana da Asa  | 2006 | São José dos Campos | Vianna Jr.     |
| IX Torneio Semana da Asa  | 2007 | São José dos Campos | ITA            |
| X Torneio Semana da Asa   | 2008 | São José dos Campos | IME            |
| XI Torneio Semana da Asa  | 2009 | São José dos Campos | UFABC          |
| XIV Torneio Semana da Asa | 2012 | São José dos Campos | UNIFEI         |